# Poey-de-Lescar
Poey-de-Lescar település Franciaországban, Pyrénées-Atlantiques megyében. Lakosainak száma 1860 fő (2022. január 1.). Poey-de-Lescar Artiguelouve, Aussevielle, Beyrie-en-Béarn, Bougarber, Lescar, Siros és Uzein községekkel határos.

## Népesség
A település népességének változása:
| Lakosok száma | 1578 | 1599 | 1658 | 1655 | 1713 | 1772 | 1818 | 1821 | 1860 |
|               | 2013 | 2015 | 2016 | 2017 | 2018 | 2019 | 2020 | 2021 | 2022 |